# Oso de Oro Honorífico
El Oso de oro honorífico (Goldener Ehrenbär) es el premio honorífico del Festival Internacional de Cine de Berlín para importante figuras de la historia del cine.
El premio se empezó a dar desde 1982, con la excepciones de 1983, 1984, 1985, 1986, 1987, 1991, 1992 y 2021. El premio se entrega a una trayectoria artística excepcional y se entrega al invitado de honor del Homenaje.

## Lista de premiados
| Año  | Imagen                | Honores               | Profesión                          | Nacionalidad     | Ref.   |
| ---- | --------------------- | --------------------- | ---------------------------------- | ---------------- | ------ |
| 1982 | James Stewart         | James Stewart         | Actor                              | EE. UU.          | [ 2 ]  |
| 1988 | Sir Alec Guinness     | Alec Guinness         | Actor                              | Reino Unido      | [ 3 ]  |
| 1989 | Dustin Hoffman        | Dustin Hoffman        | Actor                              | EE. UU.          | [ 4 ]  |
| 1990 | Oliver Stone          | Oliver Stone          | Director de cine                   | EE. UU.          | [ 5 ]  |
| 1993 | Billy Wilder          | Billy Wilder          | Director de cine                   | EE. UU., Austria | [ 6 ]  |
| 1993 | Gregory Peck          | Gregory Peck          | Actor                              | EE. UU.          | [ 6 ]  |
| 1994 | Sophia Loren          | Sophia Loren          | Actriz                             | Italia           | [ 7 ]  |
| 1995 | Alain Delon           | Alain Delon           | Actor                              | Francia          | [ 8 ]  |
| 1996 | Jack Lemmon           | Jack Lemmon           | Actor                              | EE. UU.          | [ 9 ]  |
| 1996 | Elia Kazan            | Elia Kazan            | Director de cine                   | EE. UU.          | [ 9 ]  |
| 1997 | Kim Novak             | Kim Novak             | Actriz                             | EE. UU.          | [ 10 ] |
| 1998 | Catherine Deneuve     | Catherine Deneuve     | Actriz                             | Francia          | [ 11 ] |
| 1999 | Shirley MacLaine      | Shirley MacLaine      | Actriz                             | EE. UU.          | [ 12 ] |
| 2000 | Jeanne Moreau         | Jeanne Moreau         | Actriz                             | Francia          | [ 13 ] |
| 2001 | Kirk Douglas          | Kirk Douglas          | Actor y director de cine           | EE. UU.          | [ 14 ] |
| 2002 | Claudia Cardinale     | Claudia Cardinale     | Actriz                             | Italy, Túnez     | [ 15 ] |
| 2002 | Robert Altman         | Robert Altman         | Director de cine                   | EE. UU.          | [ 15 ] |
| 2003 | Anouk Aimee           | Anouk Aimée           | Actriz                             | Francia          | [ 16 ] |
| 2004 | Fernando Solanas      | Fernando Solanas      | Director de cine                   | Argentina        | [ 17 ] |
| 2005 | Im Kwon-taek          | Im Kwon-taek          | Director de cine                   | Corea del Sur    | [ 18 ] |
| 2005 | Fernando Fernán Gómez | Fernando Fernán Gómez | Director de cine, actor y escritor | España           | [ 18 ] |
| 2006 | Andrzej Wajda         | Andrzej Wajda         | Director de cine                   | Polonia          | [ 19 ] |
| 2006 | Sir Ian McKellen      | Ian McKellen          | Actor                              | Reino Unido      | [ 19 ] |
| 2007 |                       | Arthur Penn           | Director de cine y productor       | EE. UU.          | [ 20 ] |
| 2008 | Francesco Rosi        | Francesco Rosi        | Director de cine                   | Italy            | [ 21 ] |
| 2009 |                       | Maurice Jarre         | Compositor y director de orquesta  | Francia          | [ 22 ] |
| 2010 | Hanna Schygulla       | Hanna Schygulla       | Actriz                             | Alemania         | [ 23 ] |
| 2010 | Wolfgang Kohlhaase    | Wolfgang Kohlhaase    | Director de cine                   | Alemania         | [ 23 ] |
| 2011 | Armin Mueller-Stahl   | Armin Mueller-Stahl   | Actor, pintor y escritor           | Alemania         | [ 24 ] |
| 2012 | Meryl Streep          | Meryl Streep          | Actriz                             | EE. UU.          | [ 25 ] |
| 2013 | Claude Lanzmann       | Claude Lanzmann       | Director de cine                   | Francia          | [ 26 ] |
| 2014 | Ken Loach             | Ken Loach             | Director de cine                   | Reino Unido      | [ 27 ] |
| 2015 | Wim Wenders           | Wim Wenders           | Director de cine                   | Alemania         | [ 28 ] |
| 2016 | Michael Ballhaus      | Michael Ballhaus      | Director de fotografía             | Alemania         | [ 29 ] |
| 2017 | Milena Canonero       | Milena Canonero       | Diseñadora de vestuario            | Italia           | [ 30 ] |
| 2018 | Willem Dafoe          | Willem Dafoe          | Actor                              | EE. UU.          | [ 31 ] |
| 2019 | Charlotte Rampling    | Charlotte Rampling    | Actriz                             | Reino Unido      | [ 32 ] |
| 2020 | Helen Mirren          | Helen Mirren          | Actriz                             | Reino Unido      | [ 33 ] |
| 2022 | Isabelle Huppert      | Isabelle Huppert      | Actriz                             | Francia          | [ 34 ] |
| 2023 | Steven Spielberg      | Steven Spielberg      | Director de cine                   | EE. UU.          | [ 35 ] |
| 2024 | Martin Scorsese       | Martin Scorsese       | Director de cine                   | EE. UU.          | [ 36 ] |
| 2025 | Tilda Swinton         | Tilda Swinton         | Actriz                             | Reino Unido      | [ 37 ] |